# UFC Fight Night: Hermansson vs. Cannonier
UFC Fight Night: Hermansson vs. Cannonier (conosciuto anche come UFC Fight Night 160 oppure UFC on ESPN+ 18) è stato un evento di arti marziali miste tenuto dalla Ultimate Fighting Championship il 28 settembre 2019 alla Royal Arena di Copenaghen in Danimarca.

## Risultati
|                          | Divisione            |                    |                 |                     | Metodo                                      | Round           | Tempo           | Premio          |
| Card Principale          | Card Principale      | Card Principale    | Card Principale | Card Principale     | Card Principale                             | Card Principale | Card Principale | Card Principale |
| ------------------------ | -------------------- | ------------------ | --------------- | ------------------- | ------------------------------------------- | --------------- | --------------- | --------------- |
|                          | Pesi medi            | Jared Cannonier    | batte           | Jack Hermansson     | KO tecnico (pugni)                          | 2               | 0:27            | POTN            |
|                          | Pesi leggeri         | Mark Madsen        | batte           | Danilo Belluardo    | KO tecnico (pugni)                          | 1               | 1:12            |                 |
|                          | Pesi welter          | Gilbert Burns      | batte           | Gunnar Nelson       | Decisione unanime (29–28, 29–28, 29–28)     | 3               | 5:00            |                 |
|                          | Pesi mediomassimi    | Ion Cuțelaba       | batte           | Khalil Rountree Jr. | KO tecnico (gomitate)                       | 1               | 2:35            |                 |
|                          | Pesi mediomassimi    | Ovince Saint Preux | batte           | Michal Oleksiejczuk | Sottomissione (Von Flue choke)              | 2               | 2:14            | POTN            |
|                          | Pesi welter          | Nicolas Dalby      | batte           | Alex Oliveira       | Decisione unanime (29-28, 29-28, 29-28)     | 3               | 5:00            |                 |
| Card Preliminare (ESPN+) |                      |                    |                 |                     |                                             |                 |                 |                 |
|                          | Pesi medi            | John Phillips      | batte           | Alen Amedovski      | KO (pugni)                                  | 1               | 0:17            | POTN            |
|                          | Pesi medi            | Makhmud Muradov    | batte           | Alessio Di Chirico  | Decisione unanime (29–28, 29–28, 29–28)     | 3               | 5:00            |                 |
|                          | Pesi welter          | Ismail Naurdiev    | batte           | Siyar Bahadurzada   | Decisione unanime (30-26, 30-26, 30-25)     | 3               | 5:00            |                 |
|                          | Pesi piuma           | Giga Chikadze      | batte           | Brandon Davis       | Decisione non unanime (29–28, 28–29, 29–28) | 3               | 5:00            |                 |
|                          | Pesi gallo femminili | Lina Lansberg      | batte           | Macy Chiasson       | Decisione unanime (29–27, 29–27, 29–28)     | 3               | 5:00            |                 |
|                          | Pesi gallo           | Marc Diakiese      | batte           | Lando Vannata       | Decisione unanime (30–27, 30–27, 30–26)     | 3               | 5:00            |                 |
|                          | Pesi gallo           | Jack Shore         | batte           | Nohelin Hernandez   | Sottomissione (rear-naked choke)            | 3               | 2:51            | POTN            |

## Premi
I lottatori premiati ricevettero un bonus di 50.000 dollari.
Legenda:
- FOTN: Fight of the Night (vengono premiati entrambi gli atleti per il miglior incontro dell'evento)
- POTN: Performance of the Night (viene premiato il vincitore per la migliore performance dell'evento)